# Королівка (річка)
Королівка — річка  в Україні, у Жашківському  районі Черкаської області. Права притока Бурти  (басейн Південного  Бугу).

## Опис
Довжина річки приблизно 8 км.

## Розташування
Бере  початок на північному сході від Тетерівки. Тече переважно на південний схід через Королівку  і у Баштечках впадає і річку Бурти, ліву притоку Гірського Тікичу.